# Stenopsyche denticulata
Stenopsyche denticulata is een schietmot uit de familie Stenopsychidae. De soort komt voor in het Oriëntaals gebied.